# 千葉信
千葉 信（ちば まこと、1904年9月28日 ‐ 1970年12月26日）は、日本の政治家。参議院議員（3期）。

## 略歴
北海道出身。1919年、札幌通信生養成所普通科卒業。札幌電信局事務員となり、主事を務める。全逓北海道地方委員長、北海道地方労組協議会議長、全逓電通顧問などを歴任し、戦後日本社会党結成に参加。1947年の第1回参議院議員通常選挙で北海道地方区から日本社会党公認で出馬し初当選する（連続3回）。参議院人事、決算、社会労働の各委員長を務めた。
1948年、社会党を離党し、労働者農民党結成に参加するが、1952年には労働者農民党を離れ、左派社会党に所属する。
左右社会党の統一後は、1959年から1963年まで委員長鈴木茂三郎の下で党参議院議員会長を務めた。1965年の参議院選挙には出馬せず、引退。
1970年12月26日死去、64歳。死没日をもって勲二等旭日重光章追贈（勲八等からの昇叙）、従七位から従三位に叙される。